# 榎泰邦
榎 泰邦（えのき やすくに、1946年5月11日 - ）は日本の外交官。外務省中東アフリカ局長や、駐インド特命全権大使を経て、退官後は創価大学客員教授、日本ブータン友好協会会長、日印協会顧問等を歴任。

## 人物
東京都世田谷区出身。1964年に東京教育大学附属高等学校（現・筑波大学附属高等学校）卒業。1968年に東京大学法学部を中退して、外務省入省。フランス語研修（1969年フランス外交官補）、フランス、エジプト、国際連合日本政府代表部勤務を経て、
- 1981年 在インド日本国大使館一等書記官、参事官
- 1983年8月　経済協力局政策課企画官
- 1984年9月　経済協力局国際機構課長
- 1985年9月　経済協力局有償資金協力課長
- 1988年7月　中近東アフリカ局中近東第一課長
- 1990年3月　大臣官房外務参事官兼経済局
- 1991年2月　在オーストラリア日本国大使館公使
- 1993年2月　デトロイト日本国総領事館(EN)総領事
- 1995年2月　欧州連合日本政府代表部公使
- 1997年2月　大臣官房文化交流部長。　松浦晃一郎をユネスコ事務局長に当選させることに尽力。
- 2000年1月　中近東アフリカ局長
- 2001年1月　特命全権大使南アフリカ共和国駐箚（ナミビア・ボツワナ・レソト・スワジランド兼任）。
- 2003年12月　特命全権大使インド国駐箚（駐ブータン特命全権大使兼任）。
  - インドでは、多くの知識人と交流し、「私は、池田大作・創価学会会長を知っている」とのフレーズを頻繁にきいたという[2]。
- 2007年10月　退官
- 2007年11月 三井物産株式会社顧問（～2009年10月）
- 2009年4月　創価大学法学部客員教授（特殊講義「国際政治と外交」担当、2012年3月まで）。株式会社サンアンドサンズアドバイザーズ顧問。
- 2010年3月　榎インド総合研究所設立、同代表
- 2011年1月　株式会社サンアンドサンズアドバイザーズ副会長、株式会社メディクレスト取締役会長
- 2011年2月　日本ブータン友好協会会長
- 2011年11月　株式会社サンアンドサンズコンサルタンツ設立、同代表取締役社長
  - 公益財団法人日印協会顧問[3]。
- 2020年4月 瑞宝重光章受章[4]

## 入省同期
- 赤澤正人（元嘉悦大学長・神田外語大学長）
- 大島正太郎（元駐韓大使・外務審議官）
- 岡本行夫（元内閣官房参与・内閣総理大臣補佐官）
- 小川郷太郎（エイ・エフ・エス日本協会理事長・元イラク復興支援大使）
- 鏡武（中東調査会副理事長・元駐シリア大使）
- 小林秀明（元迎賓館長・東宮侍従長）
- 東郷和彦（元外務省欧亜局長・条約局長）
- 服部則夫（元OECD大使・外務報道官）
- 槙田邦彦（元駐シンガポール大使・外務省アジア大洋州局長）
- 馬渕睦夫（元防衛大学校教授・駐ウクライナ大使）
- 美根慶樹（元日朝国交正常化交渉日本政府代表・防衛庁参事官）

## 著書
- 『デトロイトの復活』 丸善、1999年。
- 『文化交流の時代へ』 丸善〈丸善ブックス〉、1999年。
- 『南アフリカ』 論創社、2004年。
- 『インドの時代』 出帆新社、2009年。